# Gorkha Beer
|  | Per a altres significats, vegeu «Gurkha». |

 Gorkha Beer  és una marca de cervesa nepalès fabricada per Gorkha Brewery des del 2006. Presenta un graduació alcohòlica de 5,5%. L'any 2007 es comença a exportar al Japó, Hong Kong i Macau, i posteriorment es comença a distribuir per Europa i Austràlia.